# Vrabcovití

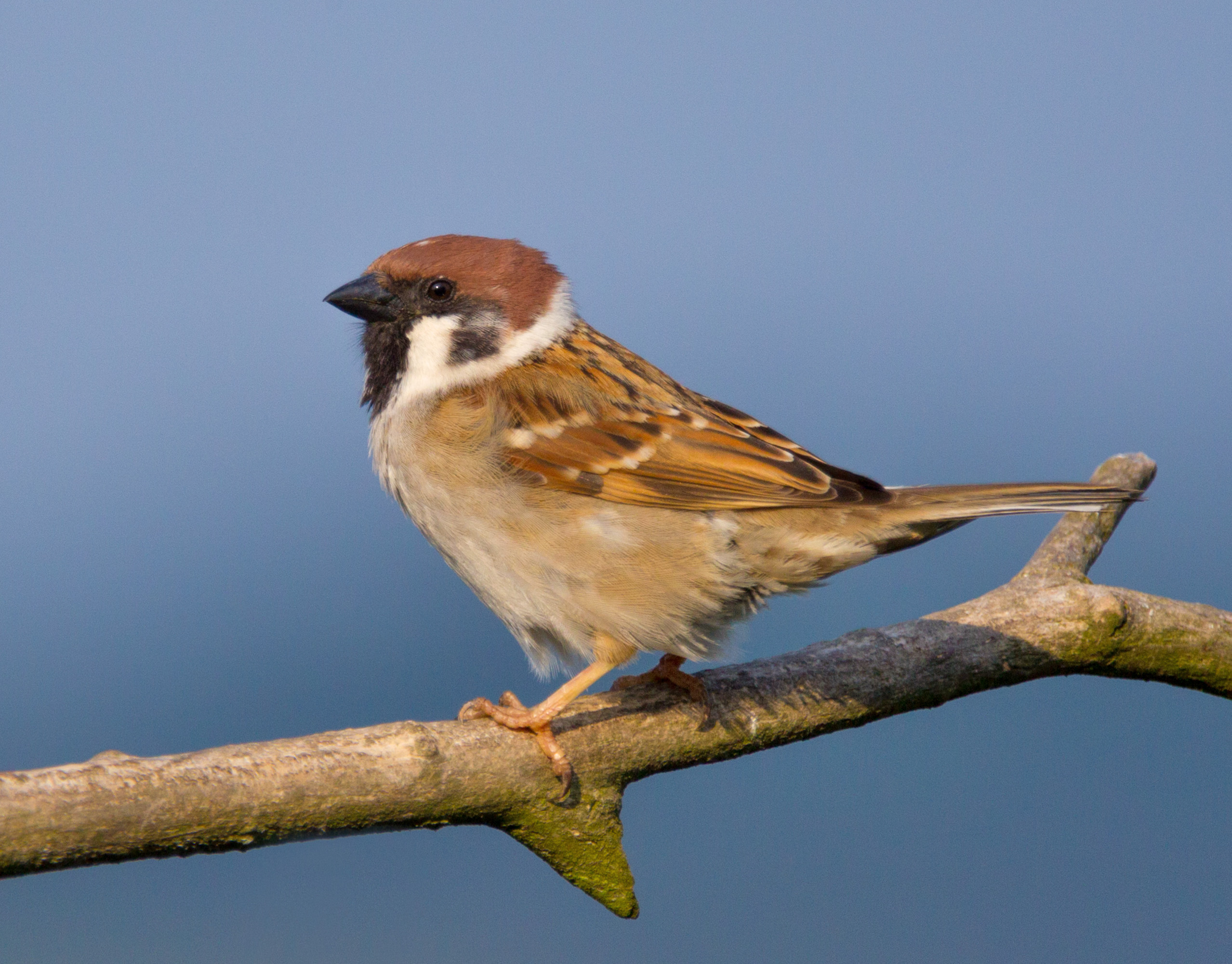
vrabec polní (Passer montanus)

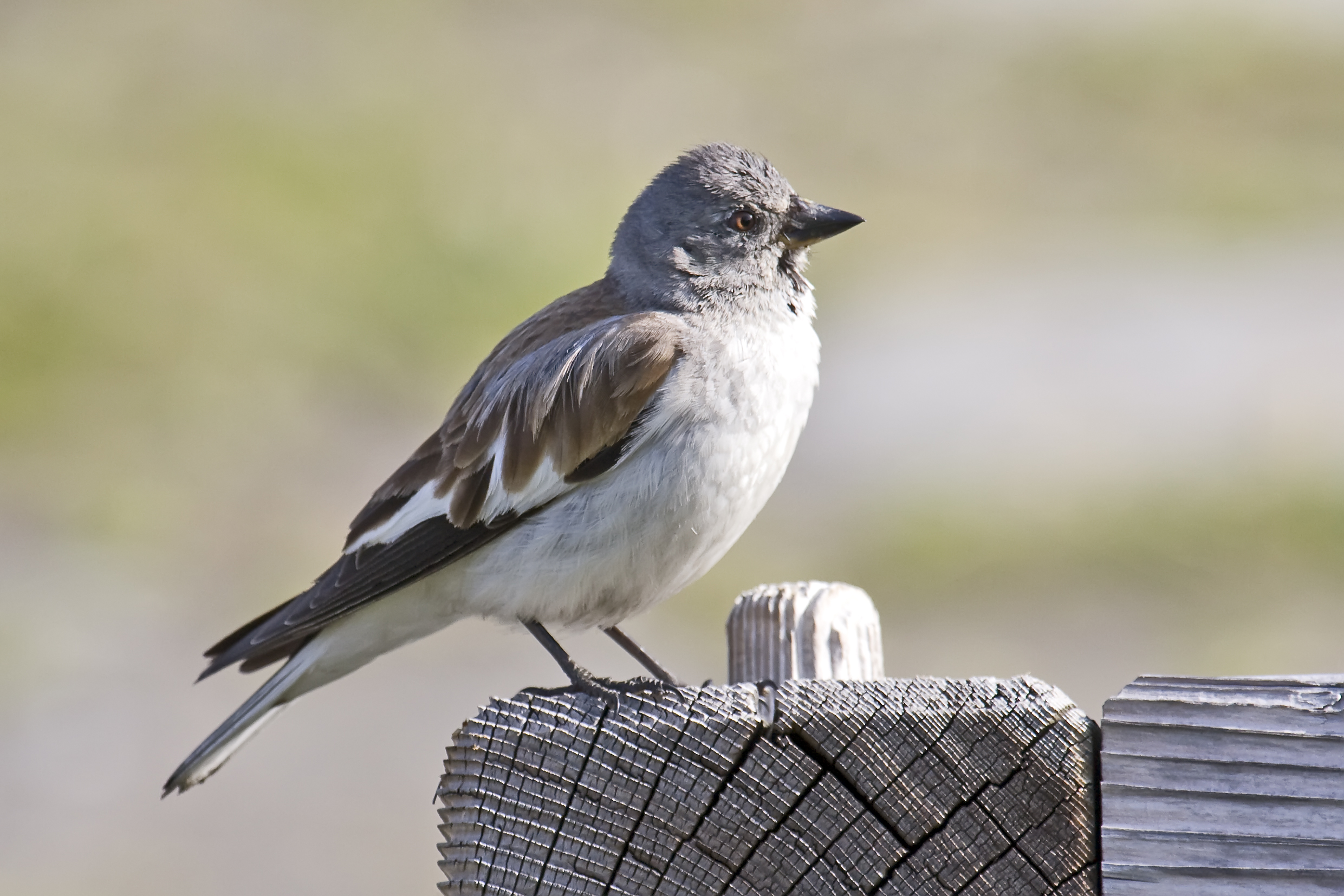
Pěnkavák sněžný (Montifringilla nivalis)

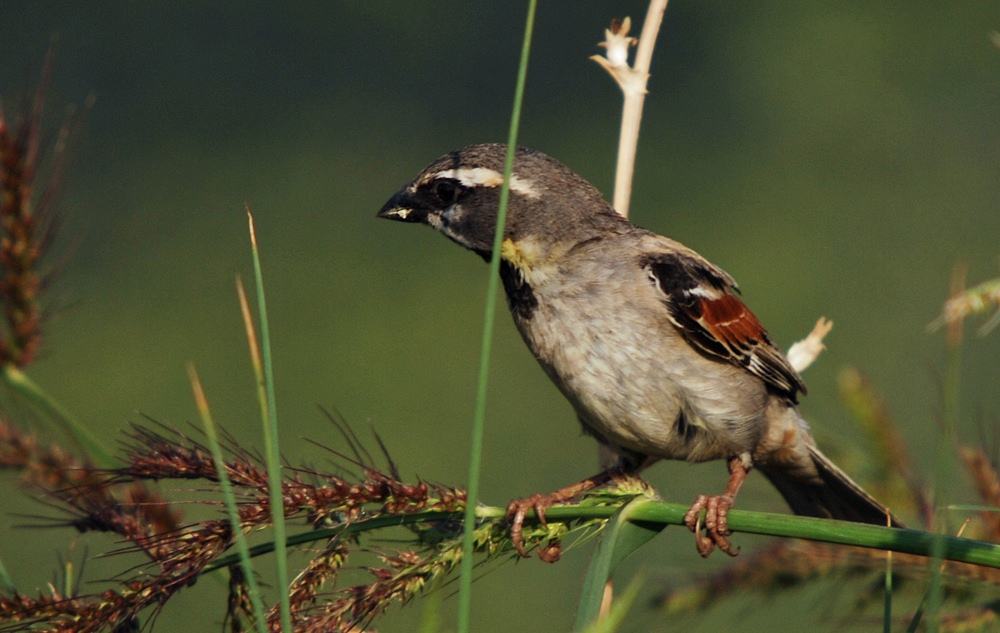
Vrabec moabský (Passer moabiticus)

Vrabcovití (Passeridae) je čeleď čítající asi 40 druhů malých pěvců, v češtině známých pod rodovými jmény vrabec a pěnkavák. Jejich domovinou je Evropa, Asie a Afrika, odkud byli někteří z nich zavlečeni i do jiných částí světa. Nejznámějším příkladem je vrabec domácí (Passer domesticus), který se v současné době již vyskytuje na všech světových kontinentech s výjimkou Antarktidy. Vzhledem k tomu, že se někteří vrabcovití často zdržují v blízkosti lidských obydlí, zejména pak již výše zmíněný vrabec domácí a jeho blízce příbuzný vrabec polní (P. montanus), se navíc jedná o ptáky dobře známé. Obecně se přitom vyskytují v otevřených krajinách, včetně zemědělské půdy, savan a polopouští.
Vrabcovití jsou malí, zavalití, zpravidla šedo-hnědě zbarvení ptáci s výrazně silným zašpičatělým zobákem. Jejich velikost se pohybuje od sotva 11,4 cm velkého vrabce kaštanového (Passer eminibey) až po 18 cm dorůstajícího vrabce běloskvrnného (Passer gongonensis). Jak je již zjevné na základě vzhledu jejich zobáků, jsou primárně semenožraví, v menší míře však požírají i hmyz. Hnízdí, nocují a po potravě pátrají v hejnech.

## Klasifikace
- Rod Passer
  - vrabec saxaulový (Passer ammodendri)
  - vrabec domácí (Passer domesticus)
  - vrabec italský (Passer italiae)
  - vrabec pokřovní (Passer hispaniolensis)
  - vrabec šedočelý (Passer pyrrhonotus)
  - vrabec rezavokřídlý (Passer castanopterus)
  - vrabec rezavý (Passer cinnamomeus)
  - vrabec žlutobřichý (Passer flaveolus)
  - vrabec moabský (Passer moabiticus)
  - vrabec ostrovní (Passer iagoensis)
  - Passer cordofanicus
  - Passer shelleyi
  - vrabec sokoterský (Passer insularis)
  - Passer rufocinctus
  - vrabec světlelící (Passer motitensis)
  - vrabec kapský (Passer melanurus)
  - vrabec šedohlavý (Passer griseus)
  - vrabec Swainsonův (Passer swainsonii)
  - vrabec běloskvrnný (Passer gongonensis)
  - vrabec sahelský (Passer suahelicus)
  - vrabec jihoafrický (Passer diffusus)
  - vrabec pustinný (Passer simplex)
  - vrabec polní (Passer montanus)
  - vrabec hnědohřbetý (Passer luteus)
  - vrabec zlatý (Passer euchlorus)
  - vrabec kaštanový (Passer eminibey)
- Rod Carpospiza
  - vrabec plavý (Carpospiza brachydactyla)
- Rod Gymnoris
  - vrabec šedý (Gymnoris pyrgita)
  - vrabec hnědoramenný (Gymnoris xanthocollis)
  - vrabec bělobrvý (Gymnoris superciliaris)
  - vrabec křovinný (Gymnoris dentata)
- Rod Petronia
  - vrabec skalní (Petronia petronia)
- Rod Montifringilla
  - pěnkavák sněžný (Montifringilla nivalis)
  - pěnkavák Adamsův (Montifringilla adamsi)
  - Montifringilla henrici
- Rod Pyrgilauda
  - pěnkavák bělobradý (Pyrgilauda taczanowskii)
  - pěnkavák černočelý (Pyrgilauda davidiana)
  - pěnkavák liščí (Pyrgilauda ruficollis)
  - pěnkavák Blanfordův (Pyrgilauda blanfordi)
  - pěnkavák afghánský (Pyrgilauda theresae)

## Zajímavost
V rámci Druhého pětiletého plánu Čínské lidové republiky se v letech 1958–1962 stali vrabci jedním z cílů (a následně jednou z obětí) Kampaně proti čtyřem škůdcům, jedné z úvodních akcí tzv. Velkého skoku vpřed. Důsledkem bylo téměř naprosté vymizení vrabců v Číně během pouhých dvou let, což se spolu s dopady ostatních akcí v rámci Velkého skoku vpřed podílelo na vypuknutí jednoho z vůbec největších lidmi vyvolaných hladomorů v dějinách (odhady hovoří nejméně o 20 milionech mrtvých).